# Cykelboll

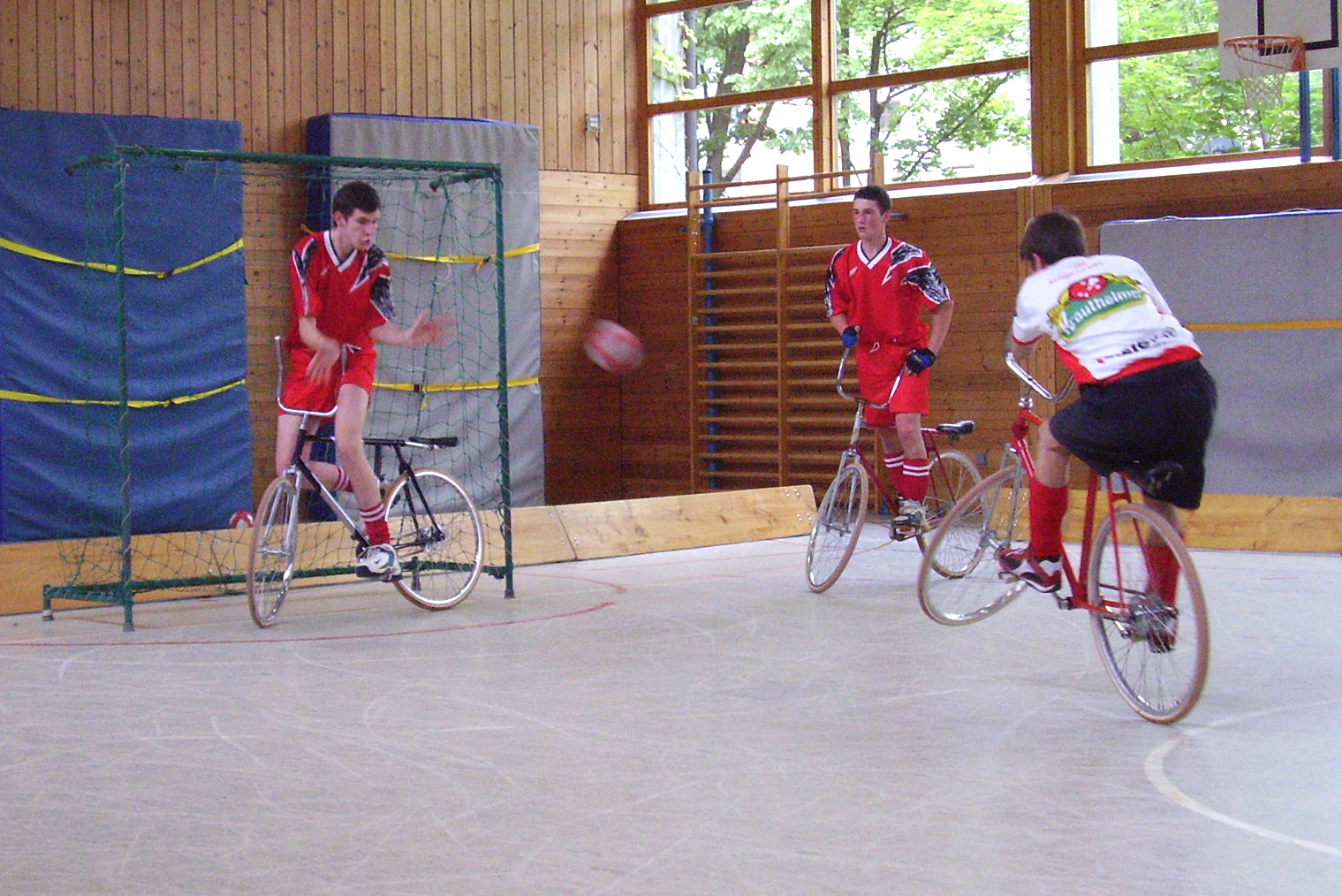
Straffspark i en cykelbollmatch.

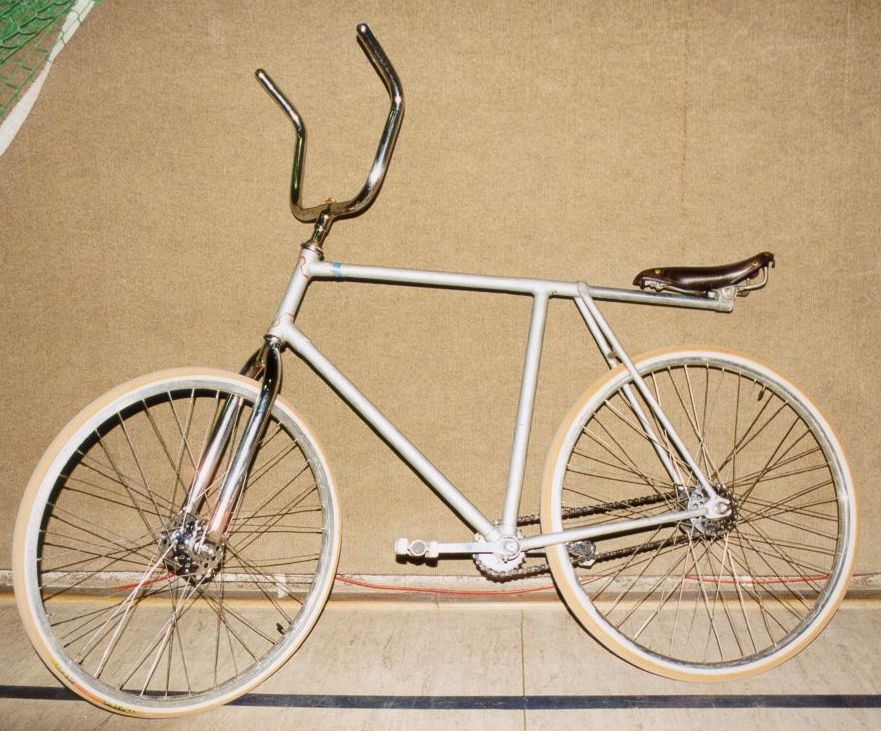
Cykelbollscykel.

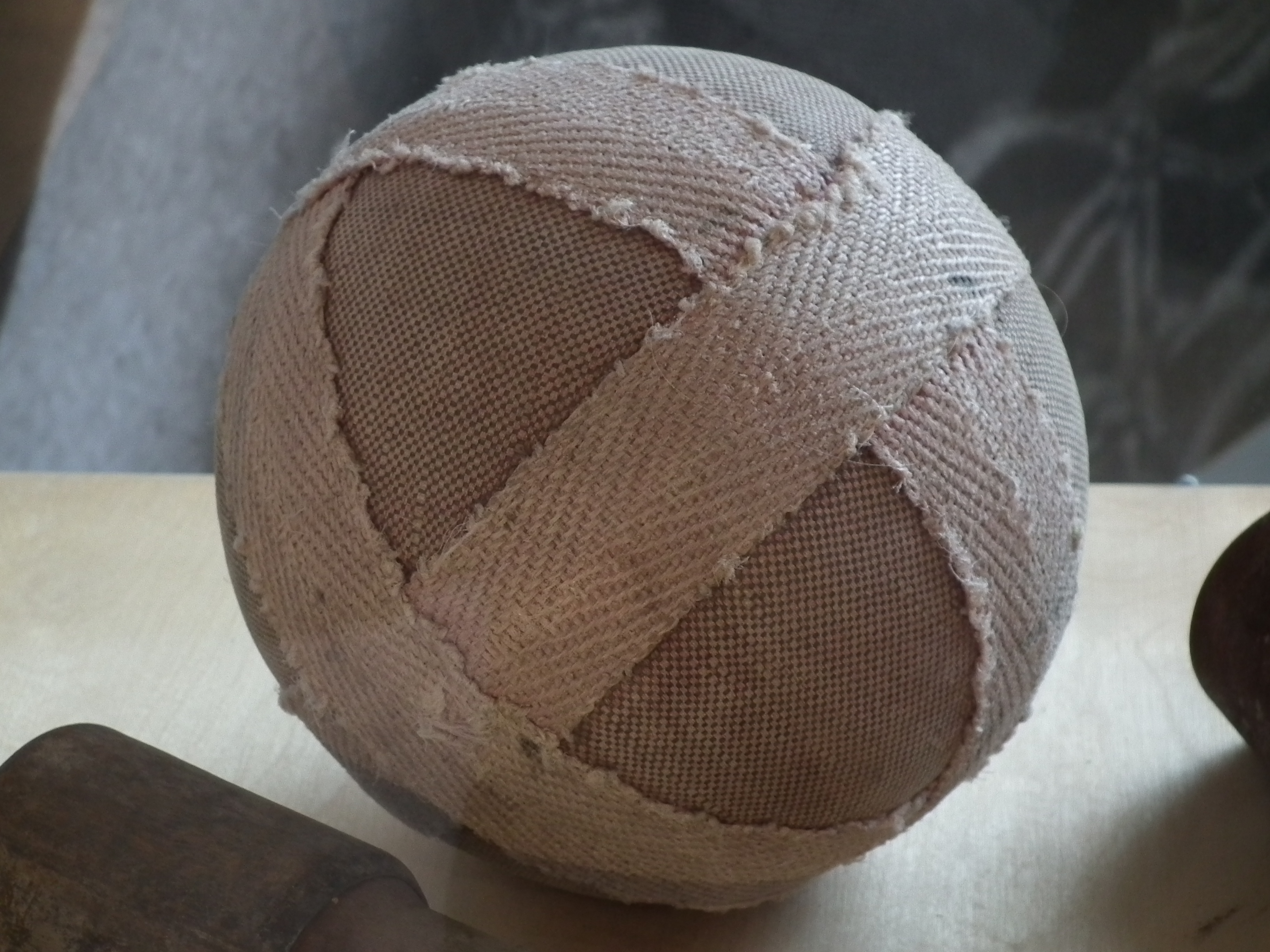
Bollen är tygklädd, fylld med tagel, ganska mjuk och både studsar och rullar dåligt.

Spelplanen i cykelboll. Straffområdet är en halvcirkel med två meters radie och markerat med en heldragen linje och fyrameterslinjen är streckad. Punkterna för avspark, straffspark och hörnspark är markerade med gula kryss.

Cykelboll är en gren inom cykelsport vilken spelas som matcher mellan tvåmannalag i en sporthall eller motsvarande och som påminner om inomhusfotboll eller futsal, men med den stora skillnaden att spelarna sitter på cyklar och använder cykelns hjul (främst framhjulet) i stället för fötterna. Liksom i fotboll får man dock använda huvudet för att nicka. Det är också tillåtet att bollen träffar kropp, armar och ben så länge händerna är på styret och fötterna är på pedalerna. En match består av två stycken sju minuter långa halvlekar. 
Planen är i internationella matcher 11 gånger 14 meter och i vardera kortänden finns ett två meter brett och två meter högt mål. Vilken som helst av de två spelarna kan fungera som målvakt inom en halvcirkel med två meters radie framför det egna målet och får då använda händerna för att boxa bort eller fånga bollen. Om bollen fångas måste den kastas så att den landar innanför en halvcirkel med fyra meters radie från målet. Om en spelare vidrör golvet får han inte delta i spelet förrän han varit nere bakom den egna kortlinjen. Planen är omgiven av 30 centimeter höga barriärer (vilka lutar mellan 65 och 70 grader utåt från planen i förhållande till golvet) som hindrar bollen från att lämna planen. Den sfäriska bollen, som är fylld med hästtagel och inte luft, har en diameter på mellan 17 och 18 centimeter, väger mellan 500 och 600 gram och är tygklädd.
Liksom i fotboll finns det frisparkar, hörnsparkar och straffsparkar - vilka verkställs med cykelns framhjul. Hörnsparkarna slås dock från en punkt två meter in på planen mätt från kortlinjen och vinkelrätt rakt ut på planen från en punkt på kortlinjen fyra meter från målets mitt. Straffsparkar slås från en punkt mittför målet och fyra meter från detta.
Cykeln kännetecknas av att styret har höga upprätta handtag och att sadeln sitter långt bak över bakhjulet (vilket gör att man lätt kan stegra cykeln, även om man sitter på sadeln, och använda framhjulet i luften). Den har likstora hjul (20 till 26 tum i diameter), fastnav och utväxlingen är normalt 1:1.
Cykelboll administreras på världsnivå av Union Cycliste Internationale (UCI). Det första europamästerskapet hölls 1927, officiella världsmästerskap har hållits sedan 1930 och en världscup infördes 2002. Världsmästerskapen hålls sedan 1956 tillsammans med världsmästerskapen i konstcykling, vilka också avgörs på en likadan plan med samma mått (men utan barriärer och mål). Vid UCI Indoor Cycling World Championship. 2023 spelades det första världsmästerskapet för damer.
Cykelboll spelas främst i Centraleuropa med Tyskland, Tjeckien och Schweiz som dominerande länder. Speciellt bör också nämnas de båda tjeckiska bröderna Jindřich och Jan Pospíšil som vann 20 världsmästerskapstitlar (varav 14 i sträck) från 1965 till 1988.